# 2M-39 Pozejdon
2M-39 Pozejdon (rusko 2М-39 Посейдон – Pozejdon) je torpedo na jedrski pogon v testiranju za Rusko vojno mornarico. Je eno od šestih novih strateških orožij, ki jih je predstavil ruski predsednik Vladimir Putin v nagovoru dume 1. marca 2018.

## Zgodovina
2M-39 Pozejdon je najnovejše strateško orožje v testiranju za Rusko vojno mornarico. Je prvi torpedo na jedrski pogon v zgodovini. Nosi jedrsko bojno glavo zelo velike moči (2–100 Mt). Sproženje takšnega torpeda pred sovražnikovo obalo povzroči radioaktivni cunami, s katerim se zelo veliko obalno območje kontaminira za daljše obdobje. Eksperti sklepajo, da Pozejdon nosi "soljeno jedrsko bojno glavo" iz visoko radioaktivne soli kobalta-60. S takšno bojno glavo bi bilo mogoče kontaminirati območje veliko 1700 × 300 km za okrog stoletje. Detonacija kobaltove bombe v zalivu New Yorka bi povzročila takojšnjo smrt 8 milijonov ljudi, resno ranjenost 4 milijonov ljudi, 16 milijonov ljudi pa bi prejelo velike odmerke radioaktivnega sevanja.
2M-39 Pozejdon pluje večino poti v načinu nizke opaznosti za sonar, in sicer s počasno hitrostjo in blizu površine. Šele v zadnjem delu plovbe, ko se verjetnost odkritja bistveno poveča, torpedo pospeši. 
Načrti za torpedo so prvič prišli v javnost 10. novembra 2015. 27. novembra 2016 je bil 2M-39 Pozejdon prvič izstreljen s podmornice za posebne namene B-90 Sarov.

## Nosilci
S po šestimi torpedi 2M-39 Pozejdon bodo opremljene štiri jedrske podmornice, od katerih je prva v uporabi, druga pa v gradnji. Belgorod je bil dan v uporabo Tihooceanski floti 8. julija 2022, Habarovsk (predelan razred Borej) pa naj bi bil predan vojni mornarici leta 2023. Preostali dve podmornici naj bi bili zgrajeni po modelu Habarovska.

## Pomen
2M-39 Pozejdon je orožje za drugi jedrski udar in zagotavlja ruski odgovor na prvi jedrski udar na državo, v primeru, da bi bile ostale platforme (medcelinske balistične rakete in podmorniške balistične rakete) uničene. Razvoj torpeda 2M-39 Pozejdon je neposredni odgovor na krepitev ameriške protibalistične zračne obrambe, ki zmanjšuje učinkovitost ruskih medcelinskih balističnih raket.